# Феттер фон дер Лилие, Мориц
Мориц граф Феттер фон дер Лилие (1856—1945) — австрийский и чехословацкий политический деятель немецкой национальности, председатель Венского рейхсрати и сенатор Национального собрания Чехословацкой Республики от Немецкой христианской социальной партии.

## Биография
Родился 22 августа 1856 года в Опаве. Происходил из знатного рода Феттер фон дер Лилие; его отец, Феликс Феттер фон дер Лилие, был моравским губернатором в 1884—1906 годах.
Изучал право, а также медицину в Венском университете.
С 1886 года работал в Министерстве внутренних дел. Занимал многочисленные государственные должности. В 1889 году был назначен губернатором округа в Босковице, позже работал в канцелярии губернатора в Брно.
В 1897 году был избран, как представитель крупного землевладения, в рейхсрат; принадлежал к ничтожной по значению «партии середины» (Mittelpartei). В 1901 году был переизбран и сначала, на первые несколько недель после создания новой палаты, был избран председателем палаты, затем оставлен на этой должности на весь срок. Кроме этого, на дополнительных выборах 1900 года был избран депутатом Моравского земельного собрания.
В 1920 году на парламентских выборах в Чехословакии получил место сенатора в Чехословацком национальном собрании от немецких христиан-социалистов и заседал в сенате до 1925 года.
Умер 7 сентября 1945 года в Реце.